# МАЗ-СПОРТавто
МАЗ-СПОРТавто (СК «МАЗ-СПОРТавто», MAZ-SPORTAUTO) — белорусская спортивная команда по ралли-рейдам Минского автомобильного завода (Минск, Белоруссия). Команда выступает на гоночных автомобилях марки МАЗ.

## История СК «МАЗ-СПОРТавто»
Команда была создана в 2010 году по инициативе генерального директора ОАО «МАЗ» — Боровского Александра Васильевича. Для спортивного автомобиля за основу был взят серийный полноприводный грузовик МАЗ-5309. Первая спортивная машина была собрана в сжатые сроки на мощностях экспериментального цеха завода. В машине была установлена 16-ступенчатая коробка передач ZF, шины Continental, двигатель Д280.5-14 (800 л. с., 8 цилиндров, объём 17,2 литров, подготовленный Минским моторным заводом).
В первой же гонке «Шёлковый путь — 2010» команда финишировала на 12 месте Макет первого спортивного грузовика МАЗ-5309RR теперь установлен в ведомственном детском летнем лагере «Зубрёнок».
На втором для команды «Шёлковом пути — 2011» грузовики СК «МАЗ-СПОРавто» заняли 18-е и 23-е места. На этой гонке был представлен второй гоночный болид команды (новая версия спортивного грузовика была существенно облегчена, были усилены рессоры) и модернизирована машина технического сопровождения.
Первым начальником команды был Григорий Пацкевич. В 2011 году начальником команды был назначен Валерий Козловский, который так же выступал в качестве штурмана. Но после неудачного выступления на Дакаре-2016 руководство завода приняло решение о смене руководства команды. Таким образом, с 2016 года командой руководит Сергей Вязович, параллельно являясь пилотом основного экипажа.
За время существования команда «МАЗ-СПОРТавто» приняла участие в 37 гонках национального и международного уровней. Самые высокие результаты в ралли-рейде "Дакар" — 2 место экипажа Сергея Вязовича (Сергей Вязович (пилот), Павел Гаранин (штурман), Андрей Жигулин (механик)) в ралли-рейде «Дакар — 2018» и 3 место экипажа Сергея Вязовича (Сергей Вязович (пилот), Павел Гаранин (штурман), Антон Запорощенко (механик)) в ралли-рейде «Дакар — 2020».

## Спортивные автомобили

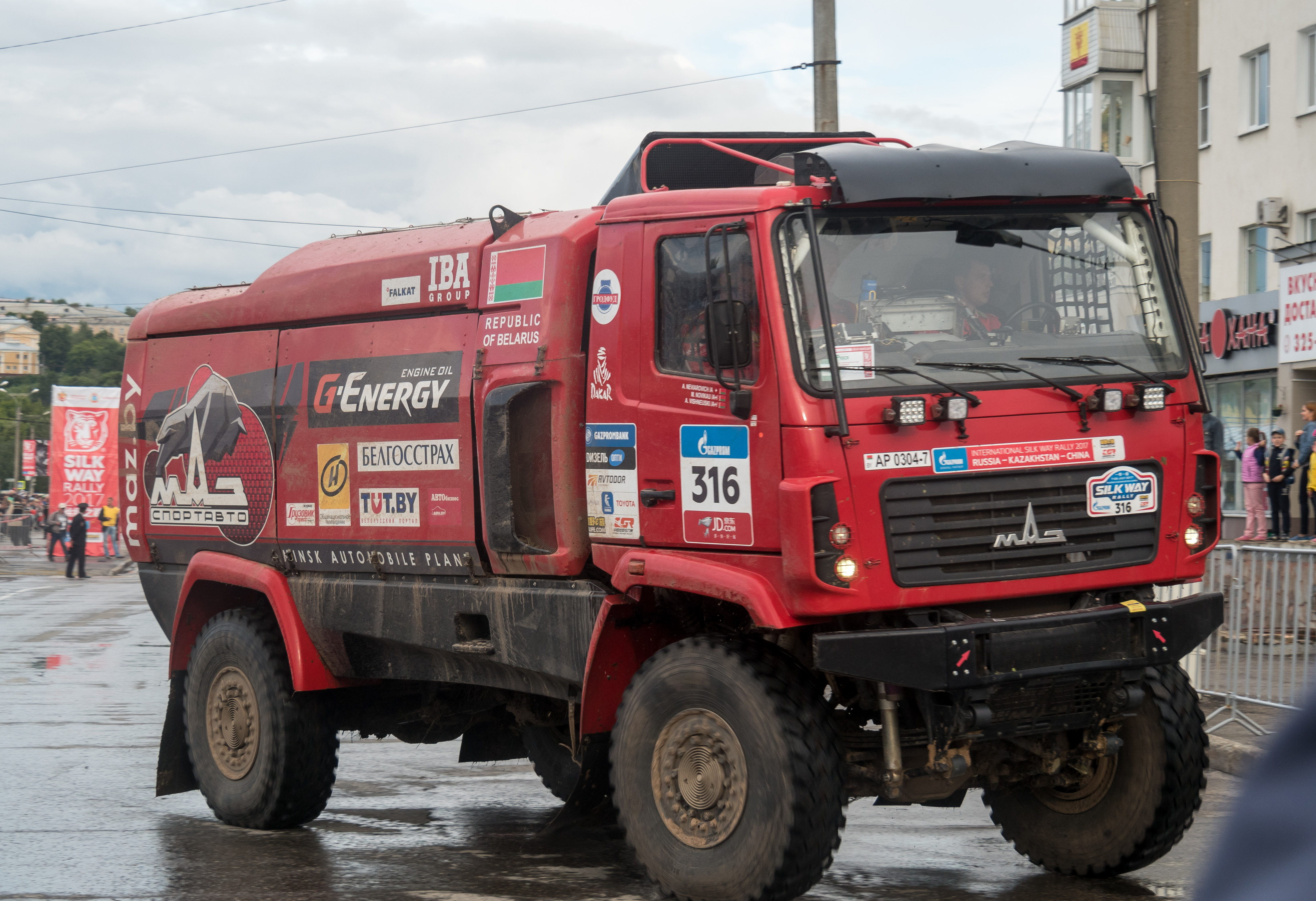
Грузовик 316

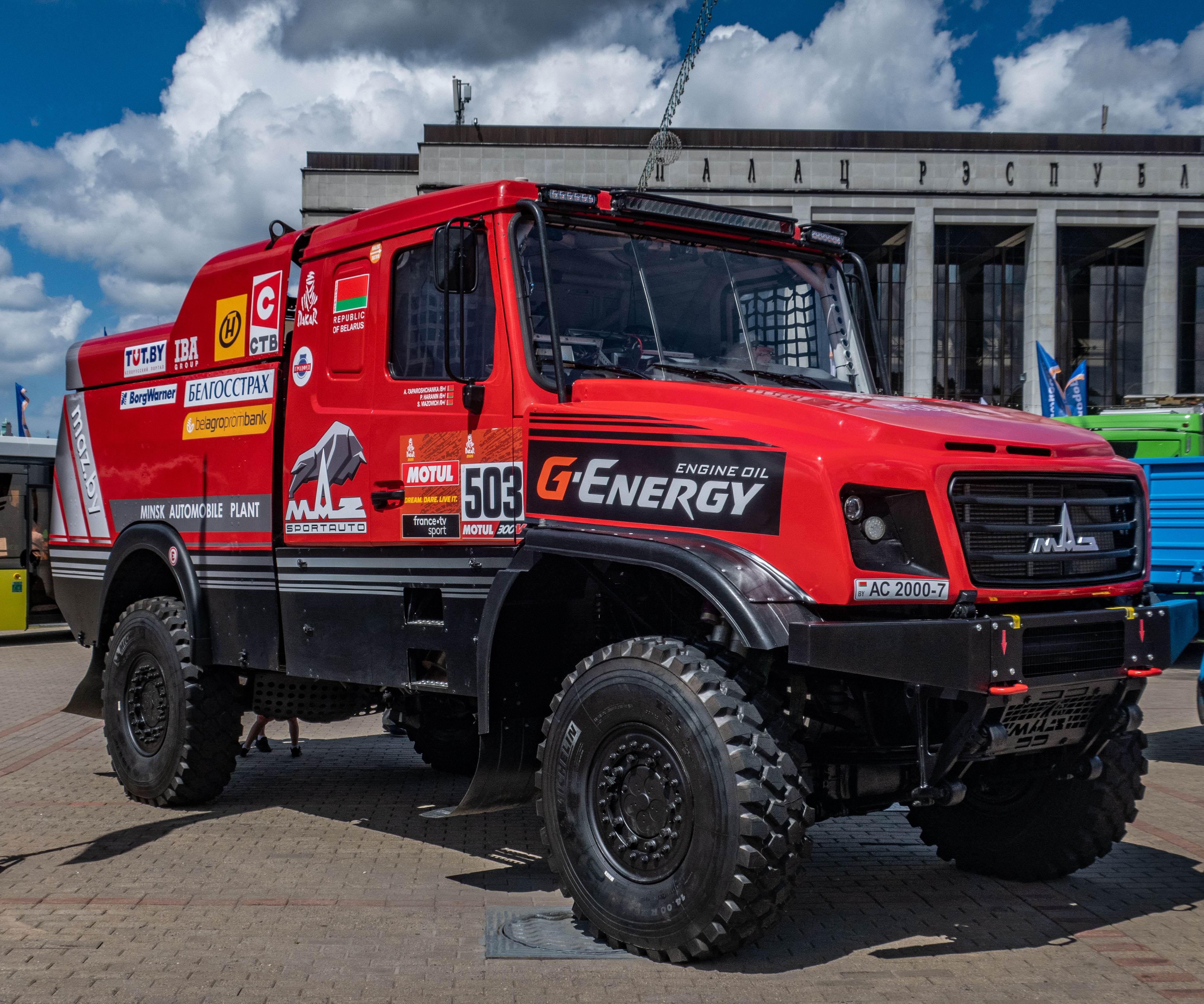
Капотный МАЗ-6440RR

За 9 лет команда смогла построить 6 спортивных грузовиков четырёх поколений. Постоянно ведётся работа над усовершенствованием конструкции, снижением веса, улучшением условий работы экипажа. В первых двух поколениях гоночных машин были установлены двигатели Ярославского и Тутаевского моторных заводов. С 2015 года в третьем поколении болидов используются двигатели Gyrtech чешской компании Buggyra. В 2018 году появился грузовик капотной компоновки МАЗ-6440RR - представитель четвертого поколения.

## Список гонок
2010 год
1. «Шёлковый путь-2010» (С.Петербург — Сочи, Российская Федерация).

2011 год
1. «Золото Кагана-2011» (г. Астрахань, Российская Федерация);
2. «Симбирский тракт-2011» (г. Ульяновск, Российская Федерация);
3. «Шёлковый путь-2011» (Москва — Сочи, Российская Федерация).

2012 год
1. «ДАКАР-2012» (Аргентина — Чили — Перу);
2. «Золото Кагана-2012» (г. Астрахань, Российская Федерация);
3. «Симбирский тракт-2012» (г. Ульяновск, Российская Федерация);
4. «Шёлковый путь-2012» (Москва — Геленджик, Российская Федерация).

2013 год
1. «ДАКАР-2013» (Перу — Аргентина — Чили);
2. «Золото Кагана-2013» (г. Астрахань, Российская Федерация);
3. «Шёлковый путь-2013» (Москва — Астрахань, Российская Федерация);
4. «Мамаев Курган-2013» (г. Волгоград, Российская Федерация).

2014 год
1. «ДАКАР-2014» (Аргентина — Боливия — Чили);
2. «Золото Кагана-2014» (г. Астрахань, Российская Федерация);
3. «Баха Главная дорога-2014» (г. Барановичи, Республика Беларусь);
4. «Великая степь-2014» (Элиста — Астрахань, Российская Федерация);
5. «Баха Беларусь-2014» (г. Полоцк, Республика Беларусь).

2015 год
1. «ДАКАР-2015» (Аргентина — Боливия — Чили);
2. «Золото Кагана-2015» (г. Астрахань, Российская Федерация);
3. «Баха Беларусь-2015» (г. Полоцк, Республика Беларусь);
4. «Великая степь-2015» (Элиста — Астрахань, Российская Федерация).

2016 год
1. «ДАКАР-2016» (Аргентина — Боливия);
2. «Золото Кагана-2016» (г. Астрахань, Российская Федерация);
3. «Шёлковый путь-2016» (Москва-Пекин);
4. Баха "Западный рубеж" (г. Гродно, Республика Беларусь).

2017 год
1. «ДАКАР-2017» (Парагвай, Боливия, Аргентина);
2. "Баха Беларусь - 2017" (г. Полоцк, Республика Беларусь);
3. «Шёлковый путь-2017»Экипаж 316 на ралли «Шёлковый путь-2017»

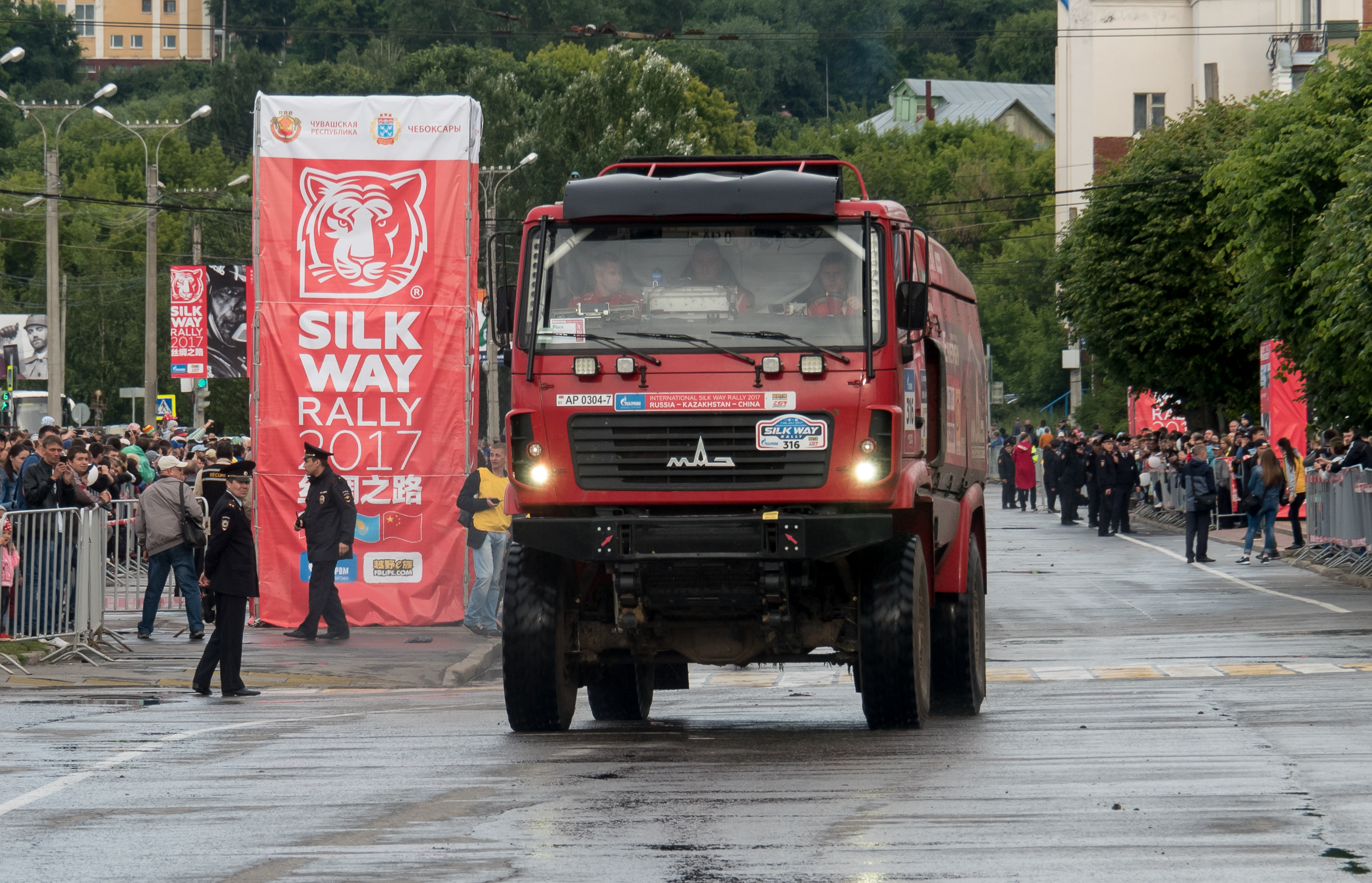
Экипаж 316 на ралли «Шёлковый путь-2017»

4. Баха "Лепельские озера - 2017" (г. Лепель, Республика Беларусь).

2018 год
1. «ДАКАР-2018» (Перу, Боливия, Аргентина);
2. «Золото Кагана-2018» (г. Астрахань, Российская Федерация);
3. «Шёлковый путь-2018» (Астрахань-Москва);
4. «Turkmen Desert Race 2018 / Амуль-Хазар 2018» (Туркменистан)

2019 год
1. «ДАКАР-2019» (Перу);
2. «Morocco Desert Challenge-2019» (Марокко)

2020 год
1. «ДАКАР-2020» (Саудовская Аравия)
2. «Золото Кагана-2020» (г. Астрахань, Российская Федерация)

2021 год
1. «ДАКАР-2021» (Саудовская Аравия)
2. «Золото Кагана-2021» (Астраханская область, Российская Федерация)
3. «Шёлковый путь-2021» (Омск, Российская Федерация - Горно-Алтайск, Российская Федерация)

2022 год
1. Баха «АРЧЕДА» (Волгоградская область, Российская Федерация)[13]
2. «Шёлковый путь-2022» (Астрахань, Российская Федерация - Москва, Российская Федерация)
3. Баха «Холмы России» (Ульяновская область, Российская Федерация)
4. Баха «Тихий Дон» (Ростовская область, Российская Федерация)

2023 год
1. Баха «Золото Кагана – 2023» (Астраханская область, Российская Федерация)
2. «Шёлковый путь-2023» (Казань, Российская Федерация - Москва, Российская Федерация)

## Участие в ралли-рейдах «Дакар»
| Год  | Место | Пилот                 | Штурман            | Механик             | Выиграно этапов | Грузовик   |        |
| ---- | ----- | --------------------- | ------------------ | ------------------- | --------------- | ---------- | ------ |
| 2012 | 31    | Александр Василевский | Валерий Козловский | Антон Запорощенко   | -               | МАЗ-5309RR |        |
| 2012 | сход  | Александр Полищук     | Павел Гаранин      | Дмитрий Запорощенко | -               | МАЗ-5309RR |        |
| 2013 | 21    | Александр Василевский | Валерий Козловский | Антон Запорощенко   | -               | МАЗ-5309RR |        |
| 2013 | 27    | Сергей Вязович        | Павел Гаранин      | Дмитрий Запорощенко | -               | МАЗ-5309RR |        |
| 2014 | 11    | Сергей Вязович        | Павел Гаранин      | Алексей Неверович   | -               | МАЗ-5309RR |        |
| 2014 | 31    | Александр Василевский | Валерий Козловский | Антон Запорощенко   | -               | МАЗ-5309RR |        |
| 2014 | сход  | Александр Полищук     | Дмитрий Вихренко   | Андрей Жигулин      | -               | МАЗ-5309RR |        |
| 2015 | 10    | Александр Василевский | Валерий Козловский | Антон Запорощенко   | -               | МАЗ-5309RR |        |
| 2015 | 34    | Сергей Вязович        | Павел Гаранин      | Андрей Жигулин      | -               | МАЗ-5309RR |        |
| 2015 | 41    | Владимир Василевский  | Дмитрий Вихренко   | Алексей Неверович   | -               | МАЗ-5309RR |        |
| 2016 | 25    | Владимир Василевский  | Дмитрий Вихренко   | Алексей Неверович   | -               | МАЗ-5309RR |        |
| 2016 | сход  | Сергей Вязович        | Павел Гаранин      | Андрей Жигулин      | -               | МАЗ-5309RR |        |
| 2016 | сход  | Александр Василевский | Валерий Козловский | Антон Запорощенко   | -               | МАЗ-5309RR |        |
| 2017 | 6     | Александр Василевский | Дмитрий Вихренко   | Антон Запорощенко   | -               | МАЗ-5309RR |        |
| 2017 | 13    | Сергей Вязович        | Павел Гаранин      | Андрей Жигулин      | -               | МАЗ-5309RR |        |
| 2017 | 21    | Алексей Вишневский    | Максим Новиков     | Алексей Неверович   | -               | МАЗ-5309RR |        |
| 2018 | 2     | Сергей Вязович        | Павел Гаранин      | Андрей Жигулин      | 1               | МАЗ-5309RR |        |
| 2018 | 13    | Александр Василевский | Дмитрий Вихренко   | Антон Запорощенко   | -               | МАЗ-5309RR |        |
| 2018 | 14    | Алексей Вишневский    | Максим Новиков     | Андрей Неверович    | -               | МАЗ-5309RR |        |
| 2019 | 6     | Сергей Вязович        | Павел Гаранин      | Андрей Жигулин      | -               | МАЗ-5309RR |        |
| 2019 | 8     | Александр Василевский | Дмитрий Вихренко   | Антон Запорощенко   | -               | МАЗ-5309RR |        |
| 2019 | 11    | Алексей Вишневский    | Максим Новиков     | Андрей Неверович    | -               | МАЗ-5309RR |        |
| 2020 | 3     | Сергей Вязович        | Павел Гаранин      | Антон Запорощенко   | 1               | МАЗ-6440RR |        |
| 2020 | 8     | Алексей Вишневский    | Максим Новиков     | Андрей Неверович    | -               | МАЗ-5309RR |        |
| 2020 | 12    | Александр Василевский | Дмитрий Вихренко   | Виталий Мурылёв     | -               | МАЗ-5309RR |        |
| 2021 | 6     | Алексей Вишневский    | Максим Новиков     | Сергей Сачук        | -               | МАЗ-6440RR | [ 14 ] |
| 2021 | сход  | Сергей Вязович        | Павел Гаранин      | Антон Запорощенко   | 2               | МАЗ-6440RR | [ 15 ] |

## Участие в ралли-рейдах «Шёлковый путь»
| Год  | Место          | Пилот                 | Штурман            | Механик             | Грузовик   |               |
| ---- | -------------- | --------------------- | ------------------ | ------------------- | ---------- | ------------- |
| 2010 | 12             | Петр Орсик            | Андрей Рудницкий   | Дмитрий Запорощенко | МАЗ-5309RR | [ 16 ]        |
| 2011 | 18             | Александр Василевский | Валерий Козловский | Антон Запорощенко   | МАЗ-5309RR | [ 16 ]        |
| 2011 | 23             | Александр Полищук     | Павел Гаранин      | Дмитрий Запорощенко | МАЗ-5309RR | [ 16 ]        |
| 2012 | 11             | Сергей Вязович        | Павел Гаранин      | Александр Полищук   | МАЗ-5309RR | [ 16 ]        |
| 2012 | 14             | Александр Василевский | Валерий Козловский | Антон Запорощенко   | МАЗ-5309RR | [ 16 ]        |
| 2013 | 3              | Сергей Вязович        | Дмитрий Вихренко   | Александр Полищук   | МАЗ-5309RR | [ 16 ]        |
| 2013 | 6              | Александр Василевский | Валерий Козловский | Антон Запорощенко   | МАЗ-5309RR | [ 16 ]        |
| 2016 | 6              | Сергей Вязович        | Павел Гаранин      | Андрей Жигулин      | МАЗ-5309RR | [ 17 ]        |
| 2016 | 9              | Александр Василевский | Дмитрий Вихренко   | Антон Запорощенко   | МАЗ-5309RR | [ 17 ]        |
| 2016 | 10             | Алексей Вишневский    | Максим Новиков     | Константин Синебок  | МАЗ-5309RR | [ 17 ]        |
| 2017 | 5              | Сергей Вязович        | Павел Гаранин      | Андрей Жигулин      | МАЗ-5309RR | [ 16 ]        |
| 2017 | 7              | Алексей Вишневский    | Максим Новиков     | Алексей Неверович   | МАЗ-5309RR | [ 16 ]        |
| 2017 | 8              | Александр Василевский | Дмитрий Вихренко   | Антон Запорощенко   | МАЗ-5309RR | [ 16 ]        |
| 2018 | снятие с гонки | Сергей Вязович        | Павел Гаранин      | Андрей Жигулин      | МАЗ-5309RR | [ 18 ] [ 19 ] |
| 2018 | снятие с гонки | Алексей Вишневский    | Максим Новиков     | Андрей Неверович    | МАЗ-5309RR | [ 18 ] [ 19 ] |
| 2018 | снятие с гонки | Александр Василевский | Антон Запорощенко  | Евгений Подалинский | МАЗ-5309RR | [ 18 ] [ 19 ] |
| 2018 | снятие с гонки | Виталий Мурылёв       | Дмитрий Вихренко   | Сергей Завесницкий  | МАЗ-5309RR | [ 18 ] [ 19 ] |
| 2019 | 6              | Александр Василевский | Максим Новиков     | Виталий Мурылёв     | МАЗ-5309RR | [ 20 ]        |
| 2019 | 9              | Алексей Вишневский    | Павел Гаранин      | Андрей Неверович    | МАЗ-5309RR | [ 20 ]        |
| 2019 | сход           | Сергей Вязович        | Антон Запорощенко  | Андрей Жигулин      | МАЗ-6440RR | [ 20 ]        |
| 2021 | 2              | Сергей Вязович        | Павел Гаранин      | Антон Запорощенко   | МАЗ-6440RR | [ 21 ]        |
| 2021 | 8              | Алексей Вишневский    | Максим Новиков     | Сергей Сачук        | МАЗ-6440RR | [ 21 ]        |
| 2021 | 10             | Виталий Мурылёв       | Александр Швед     | Андрей Крагельский  | МАЗ-6440RR | [ 21 ]        |
| 2022 | 3              | Сергей Вязович        | Павел Гаранин      | Виталий Мурылёв     | МАЗ-6440RR | [ 22 ] [ 23 ] |
| 2022 | сход           | Алексей Вишневский    | Максим Новиков     | Сергей Сачук        | МАЗ-6440RR | [ 22 ] [ 23 ] |
| 2023 | 1              | Сергей Вязович        | Павел Гаранин      | Андрей Крагельский  | МАЗ-6440RR |               |
| 2023 | 6              | Алексей Вишневский    | Максим Новиков     | Сергей Сачук        | МАЗ-6440RR |               |
| 2023 | 11             | Виталий Мурылёв       | Александр Швед     | Виталий Мурылёв     | МАЗ-6440RR |               |

## Участие в ралли-рейдах «Morocco Desert Challenge»
| Год  | Место | Пилот              | Штурман           | Механик         | Выиграно этапов | Грузовик   |        |
| ---- | ----- | ------------------ | ----------------- | --------------- | --------------- | ---------- | ------ |
| 2019 | 1     | Сергей Вязович     | Антон Запорощенко | Сергей Сачук    | 1               | МАЗ-6440RR | [ 24 ] |
| 2019 | 3     | Алексей Вишневский | Павел Гаранин     | Виталий Мурылев | 2               | МАЗ-5309RR | [ 24 ] |